# Park am Oberwiesenfeld

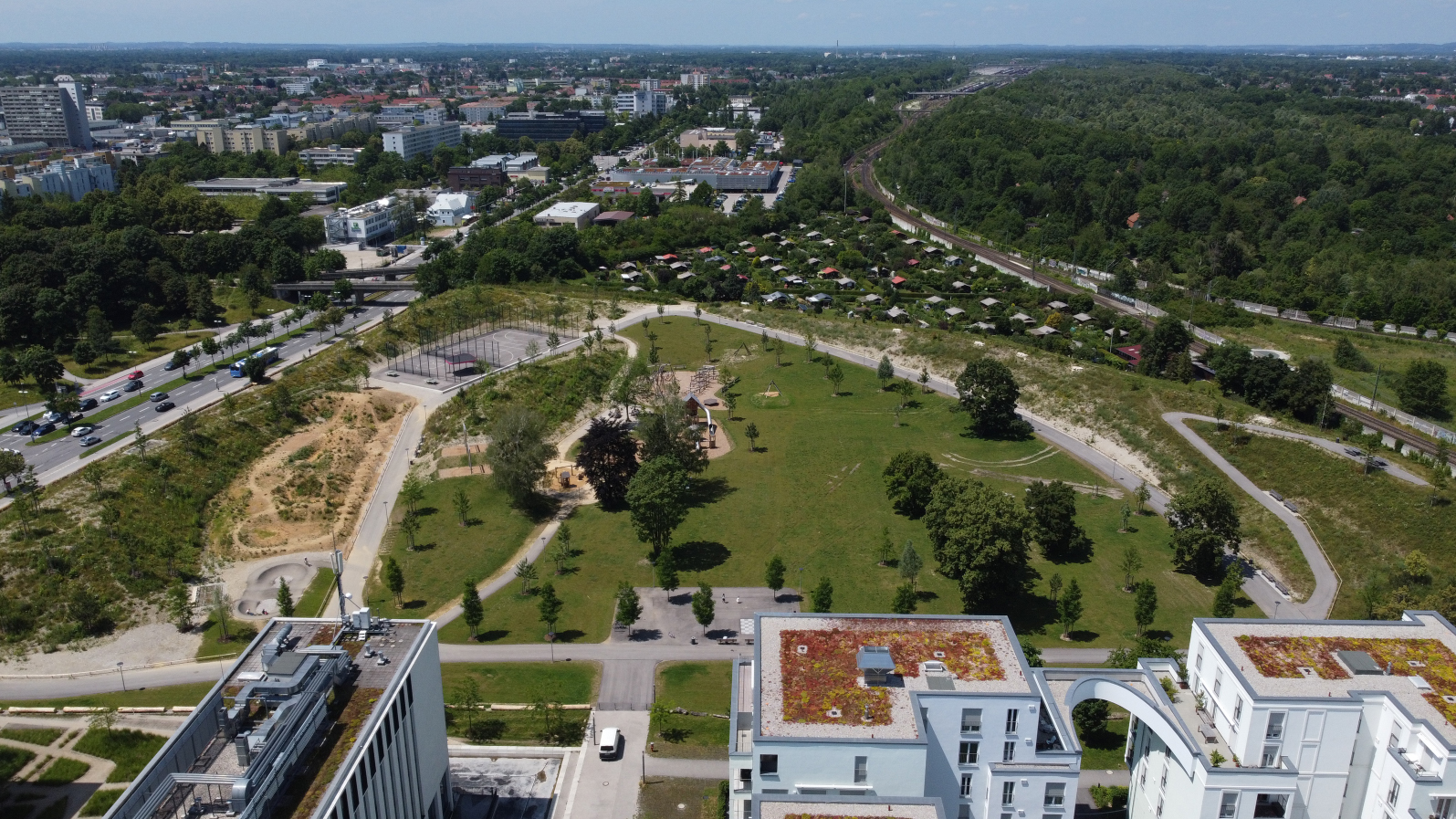
Luftaufnahme vom Park, Juli 2021

Der Park am Oberwiesenfeld ist ein Park nördlich des Olympiaparks/Moosacher Straße/Triebstraße in München-Am Riesenfeld.

## Beschreibung
Der Park ist 4,22 Hektar groß und wurde im Dezember 2020 eröffnet. Er hat einen Rodelhang, einen Streetball- und Fußballplatz, Tischtennisplatten, einen Kinderspielplatz mit Tarzanbahn, ein Schachfeld sowie eine Skaterbahn.
Im Westen ist der Park über zwei nicht öffentliche ehemalige Eisenbahnbrücken über die Moosacher Straße mit den Grünflächen am ehemaligen Bahnhof München Olympiastadion verbunden. Im Osten liegt das Stadtquartier Oberwiesenfeld Nord, im Süden liegen die Landshuter Allee und die Zentrale Hochschulsportanlage, im Westen befindet sich eine Kleingartenanlage, im Nordwesten liegt jenseits der Bahnstrecke Münchner Nordring die Eggarten-Siedlung.
Auf der Südostböschung des nördlichen Walls wurde innerhalb der Biotopverbundfläche eine artenschutzrechtliche Ausgleichsfläche von ca. 2000 m² für den Eingriff in den Lebensraum des Idas-Bläulings als schütterer Magerrasen naturnah gestaltet. Durch Steinhaufen wurden Habitatstrukturen für beispielsweise Reptilien angelegt. Die Flächen für die Biotopvernetzung umfassen insgesamt ca. 1 ha. Die Flächen auf dem südlichen Lärmschutzwall entlang der Moosacher Straße und Triebstraße werden als zweischürige Wiesen ausgebildet. Sie greifen so durch die Modellierung und Begrünung der Wälle die gestalterische Idee des Olympiaparks auf, erweitern diesen dadurch nach Norden und schaffen gleichzeitig eine Verbindung zum Naherholungsgebiet Lerchenauer See. Es wurden 98 Ersatzbäume gepflanzt.
2024 wurde dem Park der Bayerische Landschaftsarchitektur-Preis verliehen.

## Galerie

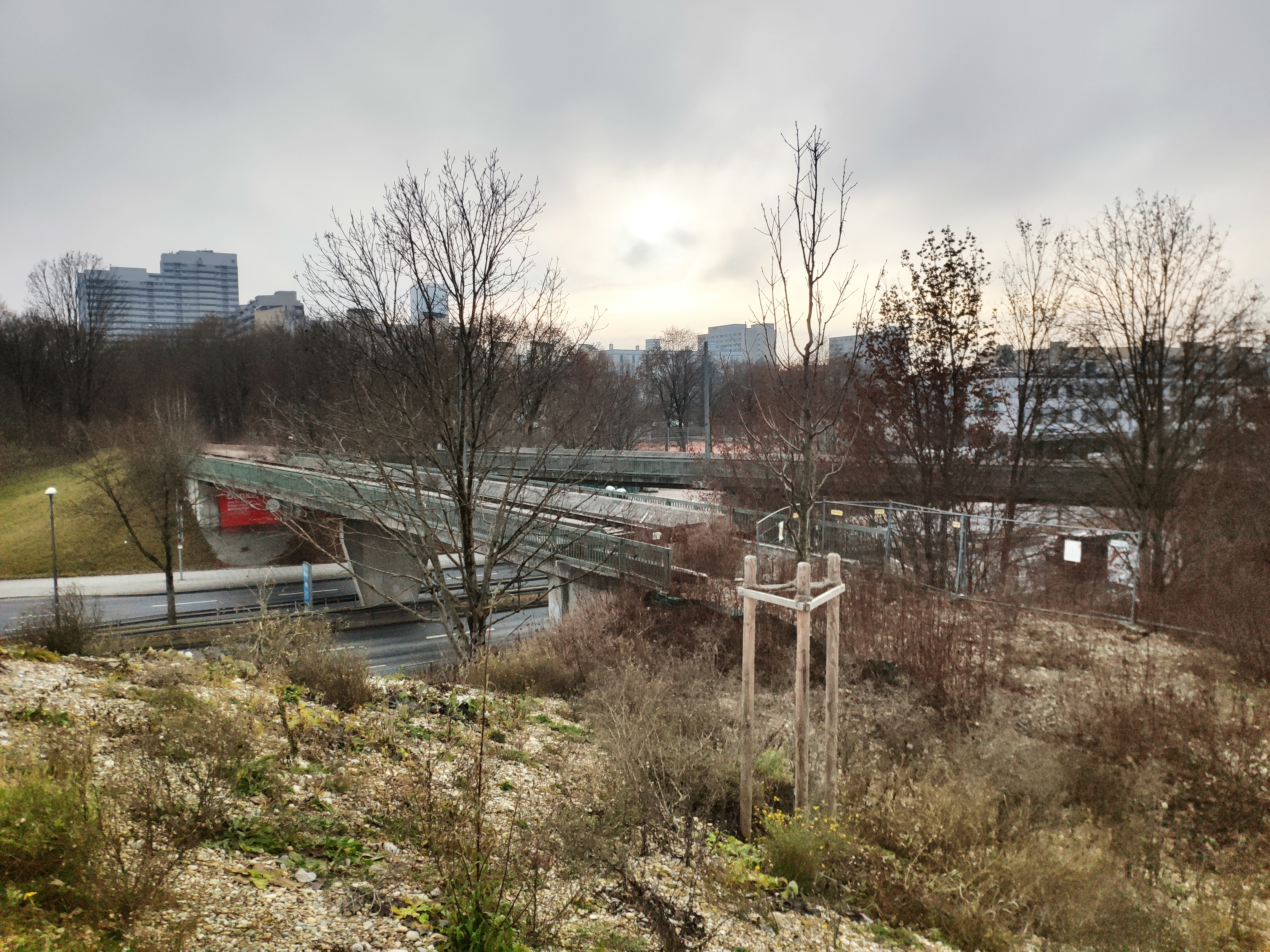
Blick vom Park zu den Brücken über die Triebstraße zum Bahnhof München Olympiastadion
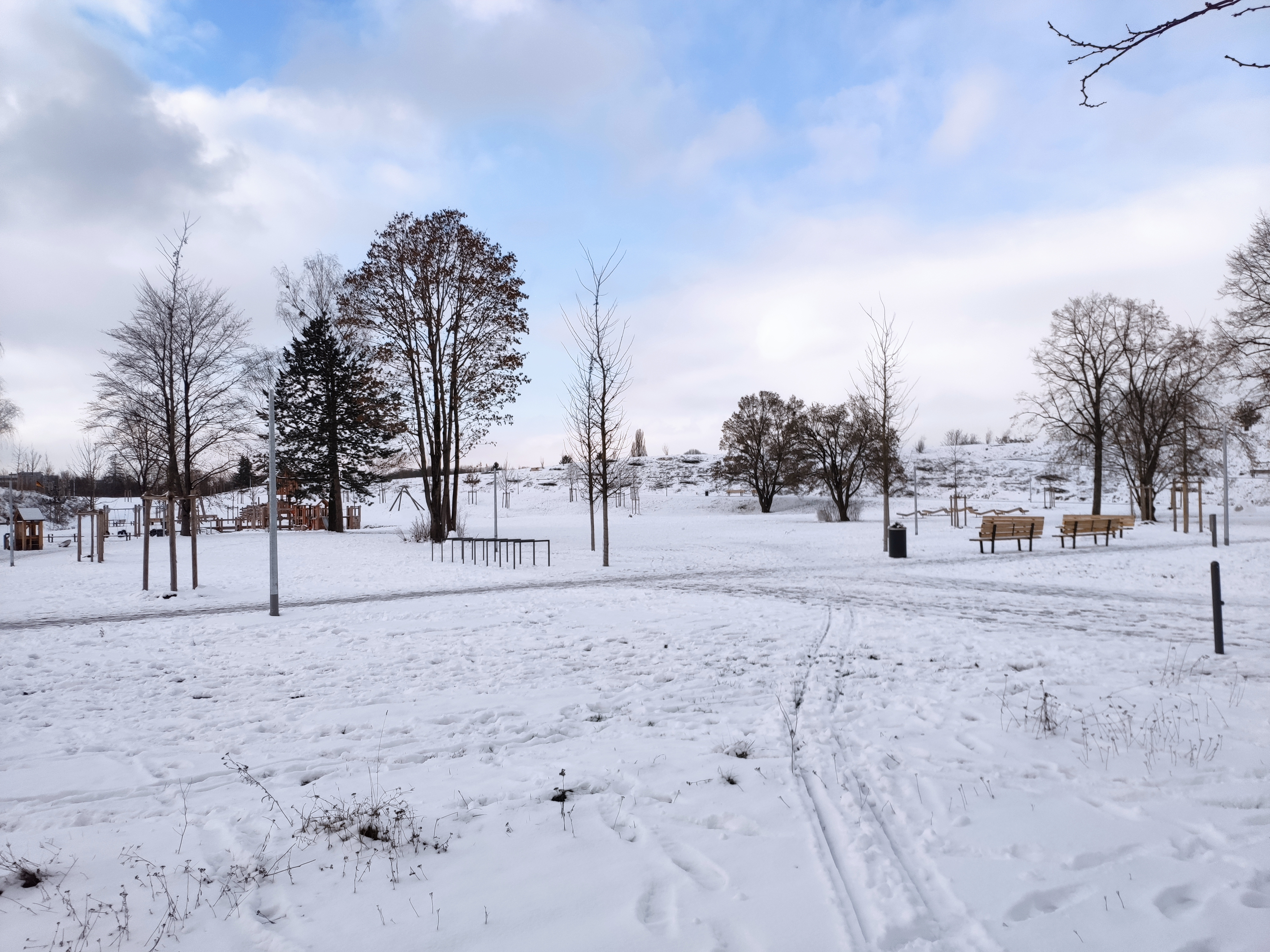
Parkansicht im Winter
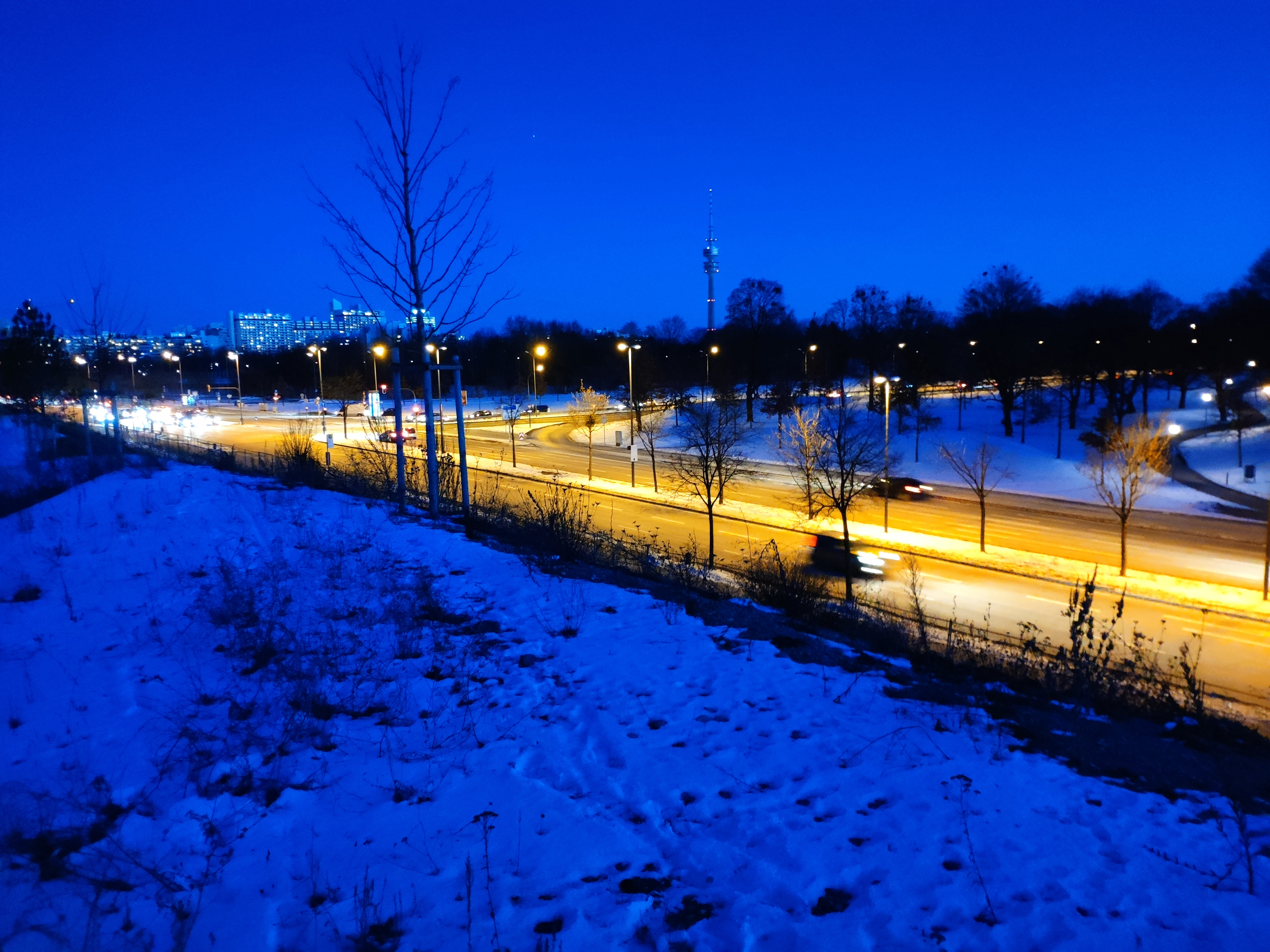
Blick vom Park Richtung Olympiapark/Triebstraße/Landshuter Allee/Olympiaturm